# 県庁前駅 (山梨県)
県庁前駅（けんちょうまええき）は、山梨県甲府市丸の内一丁目（当時は橘町）にあった山梨交通電車線の電停である。
当電停は1953年の電車線ルート変更前、旧線時代の電停である。

## 概要
山梨交通電車線は末期には舞鶴通りを南下していたが、元々は駅前電停が駅前広場の南東部にあり、そこから西に出て県会議事堂・県庁の西を通り、その敷地が切れるところで東に進路を変えるという鍵の手形の線形で舞鶴通りに入っていた。
当電停はその当時に存在した電停で、ちょうど舞鶴通りに入る直前、「県民会館前」交差点の西側に位置していた。1932年（昭和7年）に併用軌道区間が延伸された際、一時的に終点を務めたことがある。
周囲は南北は県庁に市役所と官庁街であったが、東側は紅梅北通り・紅梅通りと称する繁華街で、岡島百貨店を取り巻く一帯にあたり多くの商店が櫛比していた。
しかし、1953年（昭和28年）に戦災復興事業の一環で平和通りが整備され、当電停先でT字路となっていた舞鶴通りが舞鶴公園の敷地を抜けて中央本線近くまで延伸した。さらに山梨交通がホームを介した国鉄との連絡運輸を期待して駅前電停ごと甲府駅前駅-警察署前間のルートを舞鶴通り上に移すことになった。
当電停は場所としては舞鶴通りの直前であったが、新線上に移転されることはなく、同年9月に旧線と共に廃止された。

## 歴史
- 1932年（昭和7年）11月22日：開業。
- 1953年（昭和28年）9月：ルート切り替えにより廃駅。

## 廃線後の状況
路面区間の電停ということもあり痕跡はない。道路も拡張され、官庁街の建物も改築されたり配置が変わり、さらには旧甲府西武である「県民情報プラザ」が北側の道沿いに鎮座しており、当時とはかなり様相が異なっている。
また舞鶴通りがさらに延伸して鉄橋で中央本線を越えるようになったことで電停先の交差点の交通量が当時の比ではなくなり、さらに電車通り時代の面影をかき消している状態である。

## 隣の駅
山梨交通
電車線（旧線）
県会議事堂前駅 - 県庁前駅 - 警察署前駅